# Hauptstraße 45 (Bergheim)

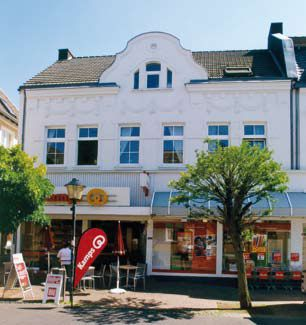
Das historische Haus Hauptstr. 45

Das Haus auf der Hauptstraße 45 (auch „Das Kaufhaus Graf“ genannt) ist ein sehenswertes und historisches Gebäude in der Innenstadt der Kreisstadt Bergheim im Rhein-Erft-Kreis in Nordrhein-Westfalen.

## Baugeschichte und Architektur
Eine Kolonialwarenhandlung war hier untergebracht. Das Haus Nr. 45 gehörte zu Beginn des 20. Jahrhunderts dem Kaufmann Konstantin Graf. Er ließ das Gebäude 1907 abbrechen und 1907 bis 1908 durch einen Neubau ersetzen. Als Architekt engagierte Konstantin Graf den Elsdorfer Baumeister Heinrich Wolff. Kolonialwarenhändler Konstantin Graf betrieb hier auch eine Manufaktur- und Möbelhandlung. Von dem Wohn- und Geschäftshaus hat sich noch die Fassade des zweiten Geschosses im Original erhalten. Ursprünglich hatte dieses sechsachsige Gebäude im unteren Teil der Fassade Putzquader, der obere war mit Jugendstilelementen versehen. Das gesamte Erdgeschoss wurde als Ladenlokal genutzt, der Privattrakt befand sich im Obergeschoss.
1919 verkaufte Konstantin Graf das Anwesen an die Kreiselektrizitätswerke. Laut Adressbuch von 1934 wohnte hier der Kreissparkassendirektor Gottfried Kaiser.

## Heutige Nutzung
Heute befinden sich im Haus Nr. 45 im Erdgeschoss diverse Ladenlokale, die oberen Geschosse werden als Wohn- und Büroräume genutzt.